# Romualds Ancāns
Romualds Ancāns (født 1. april 1944 i Līvānu pagasts, død 15. september 2011) var en lettisk skuespiller.
Ancāns fik sin uddannelse hos Vanagu grundskole, Rigas 14. aften-mellemskole og Letlands Statskonservatoriums teater-fakultet. Siden 1973 arbejdede han hos Dailesteatret, og han arbejdede også hos "Skatuve". Sammenlagt har Ancāns medvirket i mere end 50 spillefilm gennem sin karriere, blandt andet: "Limuzīns Jāņu nakts krāsā", "Cilvēka bērns", "Likteņdzirnas", "Defenders of Riga" og "Rūdolfa mantojums". Hovedrollen i spillefilmen "Rūdolfa mantojums" fra 2010 blev hans sidste filmrolle.
Ancāns døde den 15. september 2011 af leverbetændelse.